# Enrique Iglesias (album)
Enrique Iglesias è l'album di debutto del cantante spagnolo Enrique Iglesias, pubblicato nel 1995. In seguito al grande successo, l'album è stato ristampato nel 1996, in una versione cantata in italiano.

## Tracce
1. No llores por mí – 4:11 (Enrique Iglesias, Roberto Morales)
2. Trapecista – 4:27 (Rafael Pérez-Botija)
3. Por amarte – 4:00 (Enrique Iglesias, Roberto Morales)
4. Si tú te vas – 4:00 (Enrique Iglesias, Roberto Morales)
5. Si juras regresar – 4:21 (Rafael Pérez-Botija)
6. Experiencia religiosa – 5:33 (Chein García-Alonso)
7. Falta tanto amor – 3:53 (Enrique Iglesas, Roberto Morales)
8. Inalcanzable – 3:32 (Enrique Iglesias, Roberto Morales)
9. Muñeca cruel – 4:19 (Rafael Pérez-Botija)
10. Invéntame – 3:51 (Marco Antonio Solís)

### Versione italiana
1. Piangerai per me (No Llores for Mi) - 4:07
2. Per amarti (Por Amarte) - 4:00
3. Se te ne vai (Si Tú Te Vas) - 4:00
4. Esperienza religiosa (Experiencia Religiosa) - 4:54
5. Corri vai da lui (Falta Tanto Amor) - 3:53
6. Bambola crudele (Muñeca Cruel) - 4:13
7. Esperienza religiosa (Remix) (Experiencia Religiosa) - 4:58
8. Se te ne vai (Remix) (Si Tú Te Vas) - 4:28

## Formazione
- Enrique Iglesias - voce
- Scott Alexander - basso
- Gregg Bissonette - batteria
- George Doering - chitarra
- Michael Landau - chitarra
- Roberto Morales - chitarra
- Robbie Buchanan - organo Hammond
- Randy Waldman - pianoforte
- Manuel Santisteban - tastiere
- Rafael Pérez Botija - tastiere, organo Hammond
- Luis Conte - percussioni
- Francis Benítez - cori
- Leyla Hoyle - cori
- Carlos Murguía - cori
- Kenny OBrian - cori
- Stephanie Spruill - cori